# Épreville-près-le-Neubourg
Épreville-près-le-Neubourg é uma comuna francesa na região administrativa da Normandia, no departamento de Eure. Estende-se por uma área de 7,76 km². Em 2010 a comuna tinha 475 habitantes (densidade: 61,2 hab./km²).